# Amare (Den Haag)
Amare is het onderwijs- en cultuurgebouw aan het Spuiplein in Den Haag. De naam verwijst naar het Italiaanse werkwoord amare = liefhebben en a mare = aan zee. Het werd door de gemeente tijdens de ontwikkeling OCC (onderwijs- en cultuurcomplex) genoemd.
De locatie aan het Spuiplein in het Haagse centrum biedt onderdak aan de Stichting Dans- en Muziekcentrum Den Haag, het Residentie Orkest, het Nederlands Dans Theater en het Koninklijk Conservatorium. Amare/OCC is een ontwerp van NOAHH/Patrick Fransen, JCAU/Jo Coenen en NL Architects/Kamiel Klaasse. Het werd gebouwd op de plek waar tot 2015 de Dr. Anton Philipszaal en het Lucent Danstheater stonden. Ook was tot 2012 het ministerie van Justitie hier gehuisvest.
Amare/OCC was het alternatief voor het niet uitgevoerde ontwerpplan Spuiforum van Neutelings Riedijk Architecten. Dit was gepland op de locatie van beide gesloopte theaterzalen, maar ook op een groot deel van het Spuiplein, dat hierdoor aanzienlijk kleiner zou worden. Bij uitvoering van het Amare-complex kon het Spuiplein behouden blijven. De officiële overdracht vond plaats op 3 september 2021.

## Aanleiding

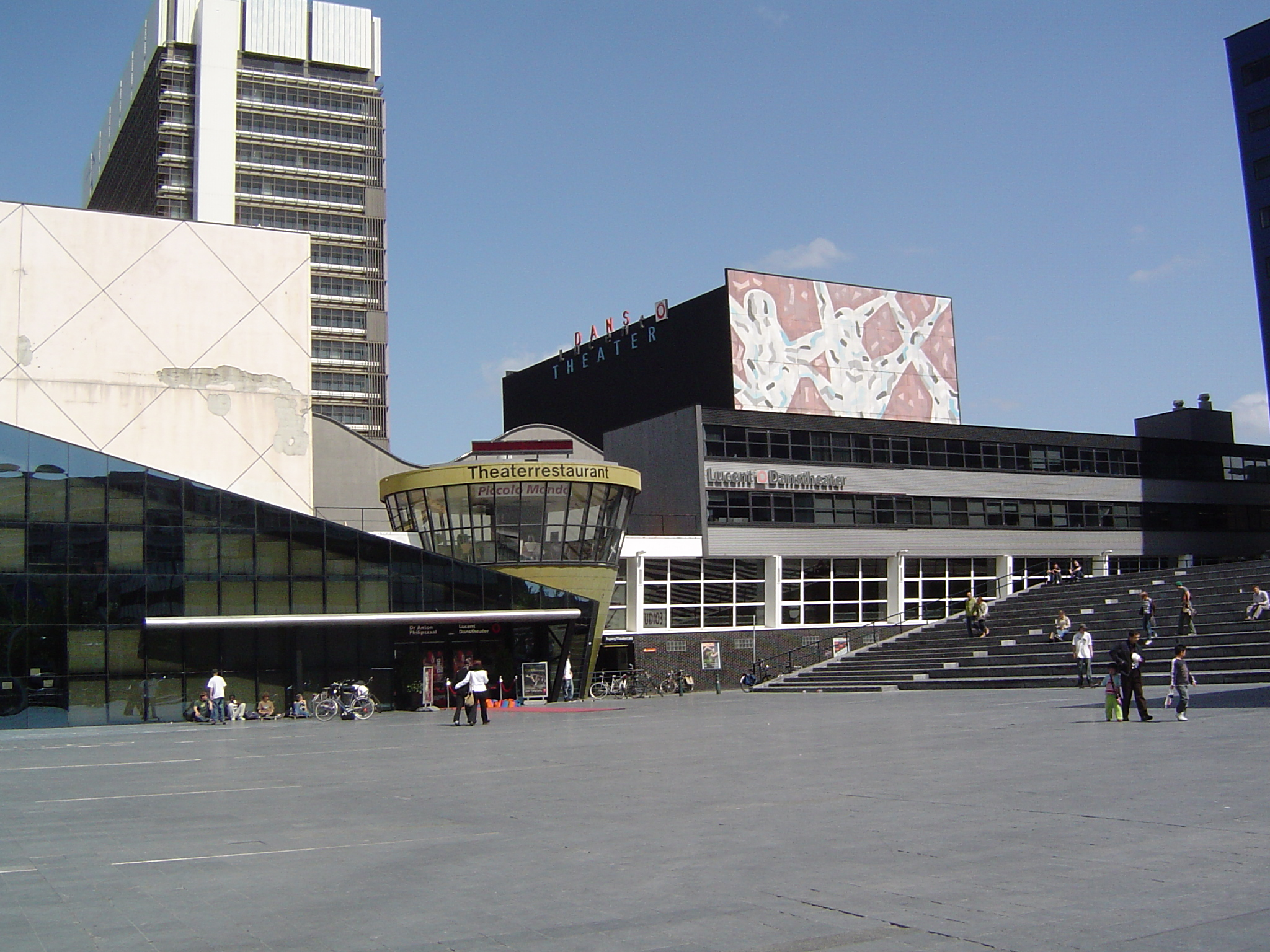
Spuiplein met het voormalige Lucent Danstheater en links de voormalige Philipszaal

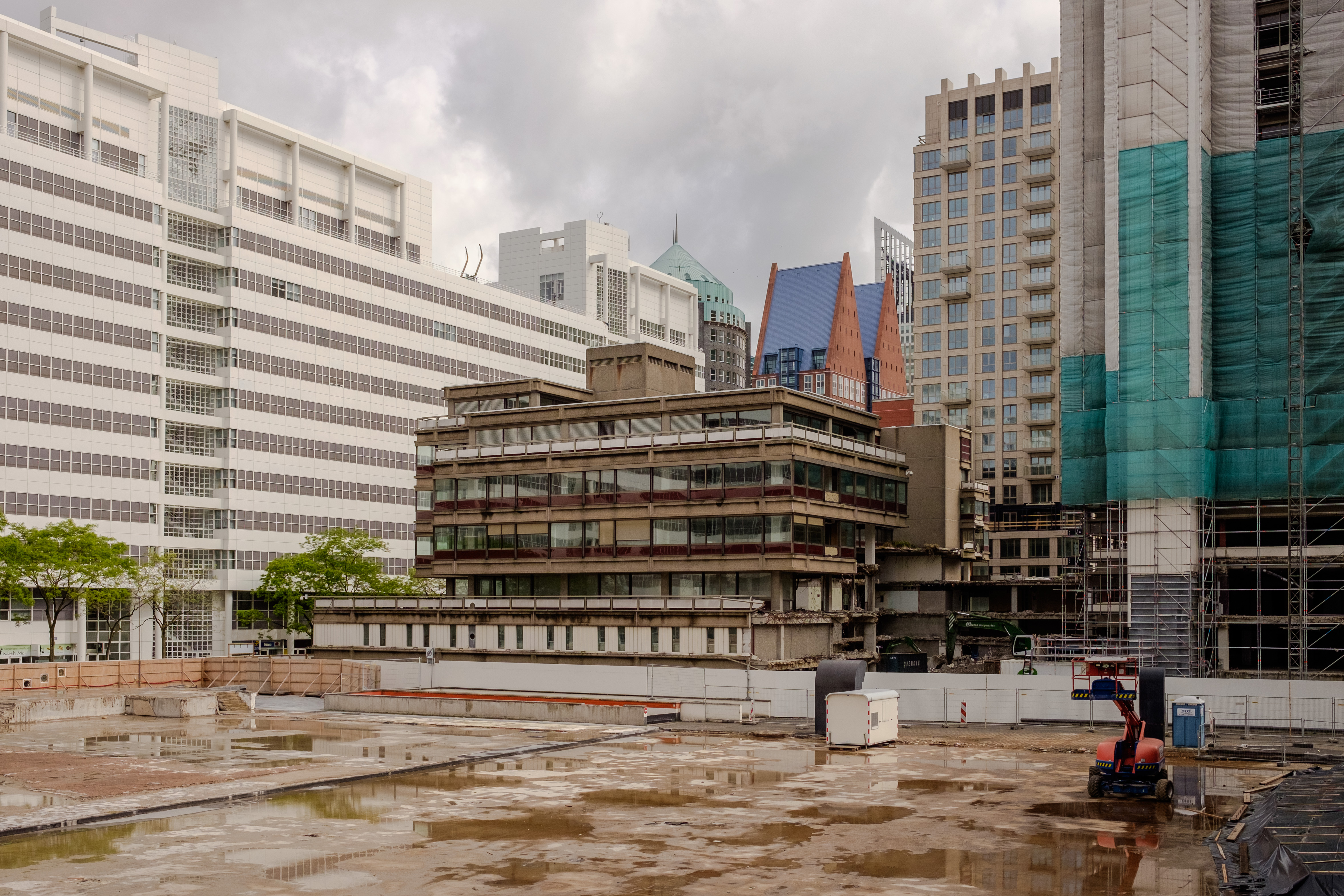
Terrein van het grotendeels afgebroken Lucent Danstheater de gesloopte Philipszaal.

De Dr. Anton Philipszaal en het Lucent Danstheater, toen AT&T Danstheater aan het Spui geheten, werden in 1987 met minimale financiële middelen gebouwd, de kosten bedroegen 45 miljoen gulden. Twintig jaar later zijn de zalen 'opgelapt', maar groter onderhoud bleek noodzakelijk. De keuze was tussen grondige renovatie van de beide theaters of totale nieuwbouw. De gemeente Den Haag gaf in 2009 de voorkeur aan nieuwbouw, onder meer omdat dit beter aan de eisen van de tijd zou voldoen en de kans zou bieden tot duurzaam bouwen. Bovendien wilde men het Koninklijk Conservatorium terughalen naar het centrum van de stad.

## Geschiedenis
Het Office for Metropolitan Architecture maakte op verzoek van de gemeente een stedenbouwkundige visie en in 2010 schreef de gemeente een ontwerpwedstrijd uit. Van de zestien inzendingen kwamen er drie op een shortlist voor verdere uitwerking. Neutelings Riedijk Architecten won het uiteindelijk van Zaha Hadid en RAU.
Door de economisch moeilijke situatie en wegens stedenbouwkundige bezwaren nam het draagvlak voor de bouw van het Spuiforum in de Haagse gemeenteraad af. Die besloot daarom in 2011 de keuze tussen nieuwbouw of renovatie een jaar uit te stellen, zodat het ontwerp voor nieuwbouw kon worden versimpeld om de kosten te drukken. Op 8 november 2012 stemde de gemeenteraad in met de bouw van het Spuiforum. Alle collegepartijen stemden voor, alle oppositiepartijen tegen. Er bleef verzet tegen het project.

### Spuiforum
Het oorspronkelijke ontwerp van Neutelings Riedijk voorzag in een nieuw gebouw van ongeveer 66 meter hoog, met een opvallende glazen dakconstructie, op de plek van de Dr. Anton Philipszaal en het Lucent Danstheater. De gemeenteraad vroeg het college in 2010 te onderzoeken of het gebouw goedkoper gerealiseerd kon worden. Daarop heeft Neutelings Riedijk het ontwerp aangepast. Het gebouw werd verlaagd tot bijna 60 meter en er is geschoven met de indeling van de zalen. De meest opvallende aanpassing betrof de draaiing van het gebouw. De nieuwbouw zou parallel aan de Turfmarkt komen te staan, dus op het Spuiplein en op de plaats van de Dr. Anton Philipszaal, maar niet op de plaats van het Lucent Danstheater. Daardoor zou een groter deel van de plint van het gebouw gebruikt kunnen worden voor horeca en winkels. Op de plaats van het Lucent Danstheater, pal naast het Mercurehotel, kon ruimte ontstaan voor commerciële ontwikkeling.
Ondanks economische argumenten voor de draai van het ontwerp leidde deze aanpassing tot veel kritiek bij twee architecten die zich eerder met het Spui hadden beziggehouden. Dit waren Richard Meier, de architect van het Stadhuis van Den Haag en Herman Hertzberger, de ontwerper van het Theater aan het Spui. Zij vonden dat zowel de 17e-eeuwse Nieuwe Kerk als het Stadhuis erdoor in de verdrukking zou komen.

### Bouw en oplevering
Na twee eerdere toetsingsrondes werd op 14 december 2016 het plan door de Welstandscommissie goedgekeurd. Het complex wordt gebouwd door Cadanz, een samenwerking van Boele & Van Eesteren en Visser & Smit Bouw. Volgens de planning van december 2016 zou de oplevering in juni 2020 plaatsvinden. Halverwege 2018 werd onthuld dat er geen zogenaamde flex-vloer zou komen. Deze vloer had het mogelijk moeten maken ook pop- en rockconcerten te faciliteren, wat belangrijk werd geacht om de exploitatie rond te krijgen.
In het tweede kwartaal van 2019 was de bouw halverwege en werden vier dakspanten van elk 45.000 kg ingehesen. De oplevering, juridisch vastgesteld op 29 juni 2021, vond daadwerkelijk twee weken later plaats.
In november 2021 werd het complex officieel in gebruik genomen. De opening werd echter aangepast vanwege de coronapandemie die in 2020 uitbrak en in november 2021 opnieuw oplaaide. Alle festiviteiten werden afgelast en de programmering werd aangepast.
Kort na de oplevering, begin 2022, bleek de vloer van het gebouw door een bouwfout te zijn verzakt, waardoor deuren klem kwamen te zitten. Eind juli 2022 werd bekendgemaakt dat de vloer met twee centimeter zou worden opgehoogd. Alle pilaren waarop de zaal rust werden gestut en de rubberen dempers ertussen werden verstevigd.

## Ontwerp

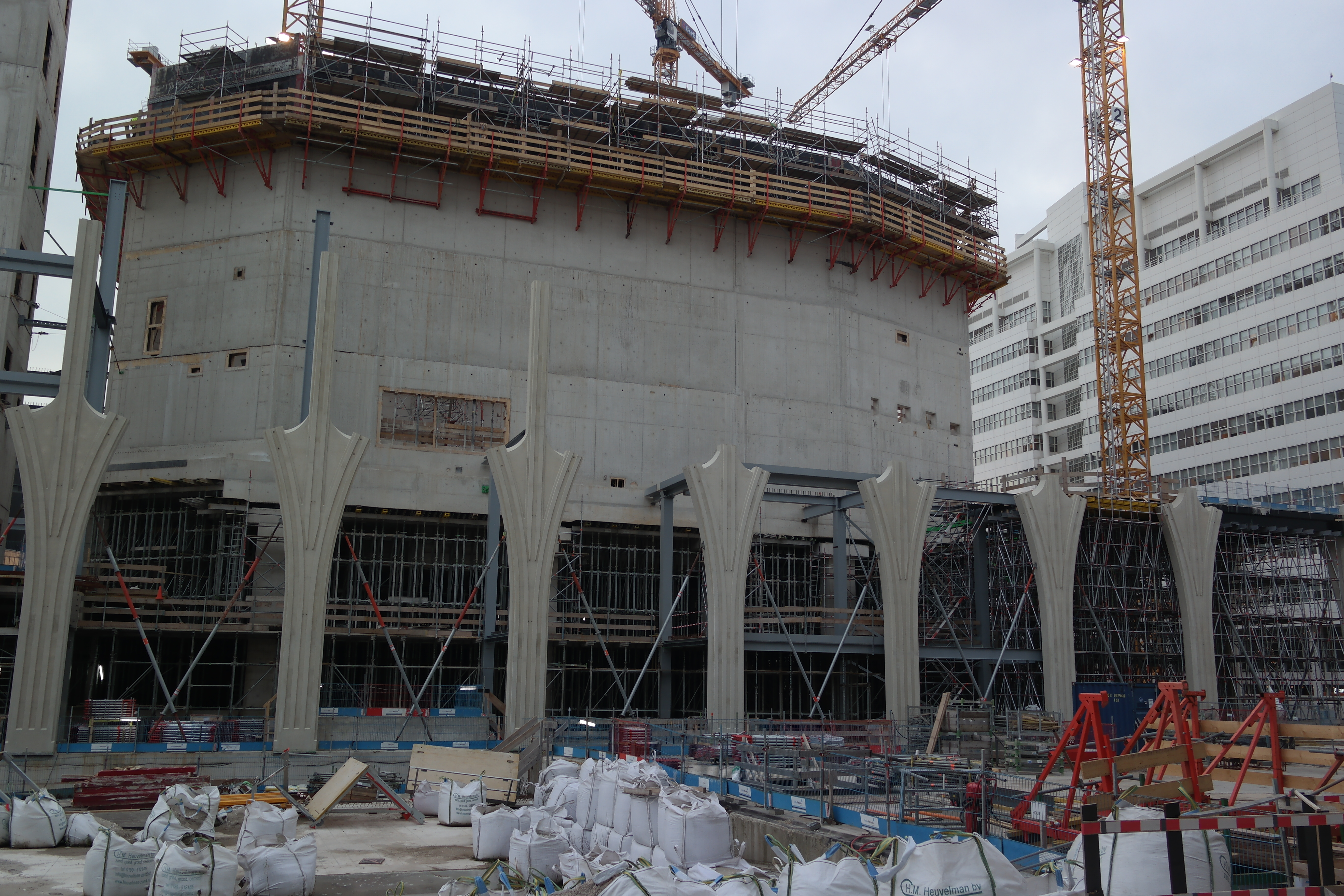
De concertzaal in aanbouw. Uiteindelijk heeft deze zaal geen flexibele vloer gekregen.

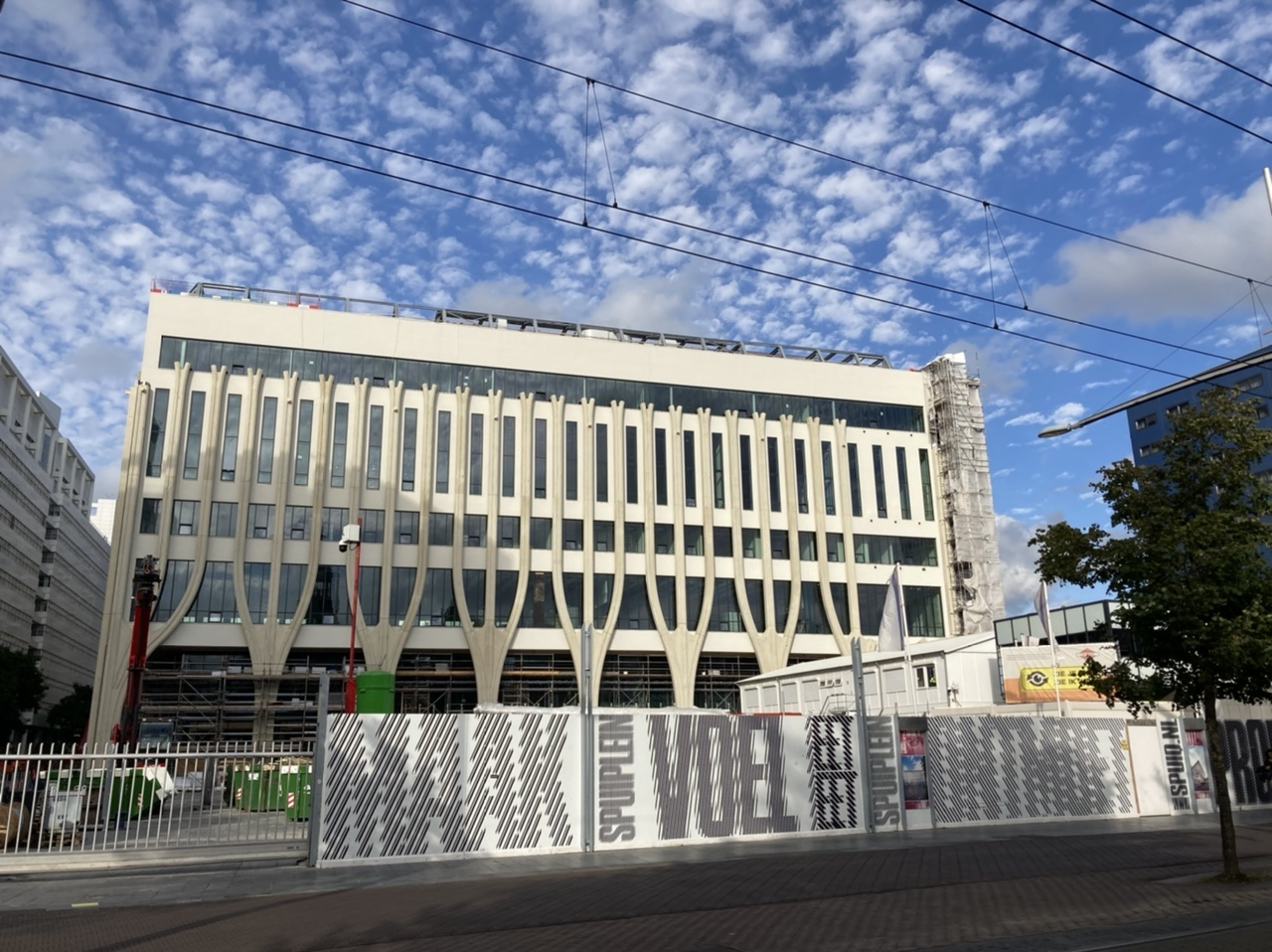
De gevel in opbouw. Al zichtbaar is het ritme van stemvorken (aug. 2020).

Na de gemeenteraadsverkiezingen van 2014 had de oude coalitie geen meerderheid meer. De nieuwe coalitie besloot het Spuiforumproject te schrappen en een nieuw plan te maken voor de herontwikkeling van zowel de theaters en het Spuiplein als het nabij gelegen ministerie van Justitie. Onder de naam Spuikwartier komen er woningen, hotels, commerciële ruimtes en een onderwijs- en cultuurcomplex.

### Kenmerken
Het nieuwe ontwerp werd niet gemaakt door Neutelings Riedijk, maar door de architecten Patrick Fransen en Jo Coenen. Door onenigheid over bepaalde wijzigingen trok de laatstgenoemde zich in september 2018 terug. Het complex meet 125 bij 70 meter en is ruim 38 meter hoog. Er zijn vijf zalen met alleen in de theaterzaal vaste stoelen:
1. theaterzaal (hoofdzaal NDT (Nederlands Dans Theater), 1.300 zitplaatsen)
2. concertzaal (hoofdzaal RO (Residentie Orkest), 1.500 zitplaatsen)
3. ensemblezaal (hoofdzaal KC (Koninklijk Conservatorium), 600 zitplaatsen)
4. Amare studio (repetitiezaal RO (Residentie Orkest), 200 zitplaatsen)
5. NDT black box (repetitiezaal NDT (Nederlands Dans Theater), incidenteel voor publiek).

De gevel wordt gevormd door een "ritme van vormen die aan stemvorken of bomen doen denken". Het ontwerp vormt een, volgens de architecten onbedoelde, ode aan de werken van Minoru Yamasaki. Het combineert het concept van versierde doos met ruim overstek van het DeRoy Auditorium met het patroon in het onderste deel van de gevel van het World Trade Center. De ingangen bevinden zich aan het Spuiplein en de Turfmarkt. Er is een expeditiestraat aan de Schedeldoekshaven.

## Rapport raadsenquête
In september 2023 kwam het rapport Amare: Bijzonder complex gereed van de raadsenquêtecommissie die de ontwikkeling van het Spuikwartier en het project Amare heeft onderzocht. De conclusies waren
- dat het publieke belang was verwaarloosd door onvoldoende aandacht voor de exploitatie van Amare;
- dat de gemeenteraad niet volledig was geïnformeerd over het project en op aspecten was misleid.

De totale financiële impact van het project op de gemeentefinanciën raamde de commissie op meer dan 500 miljoen euro.

### Concertzaal

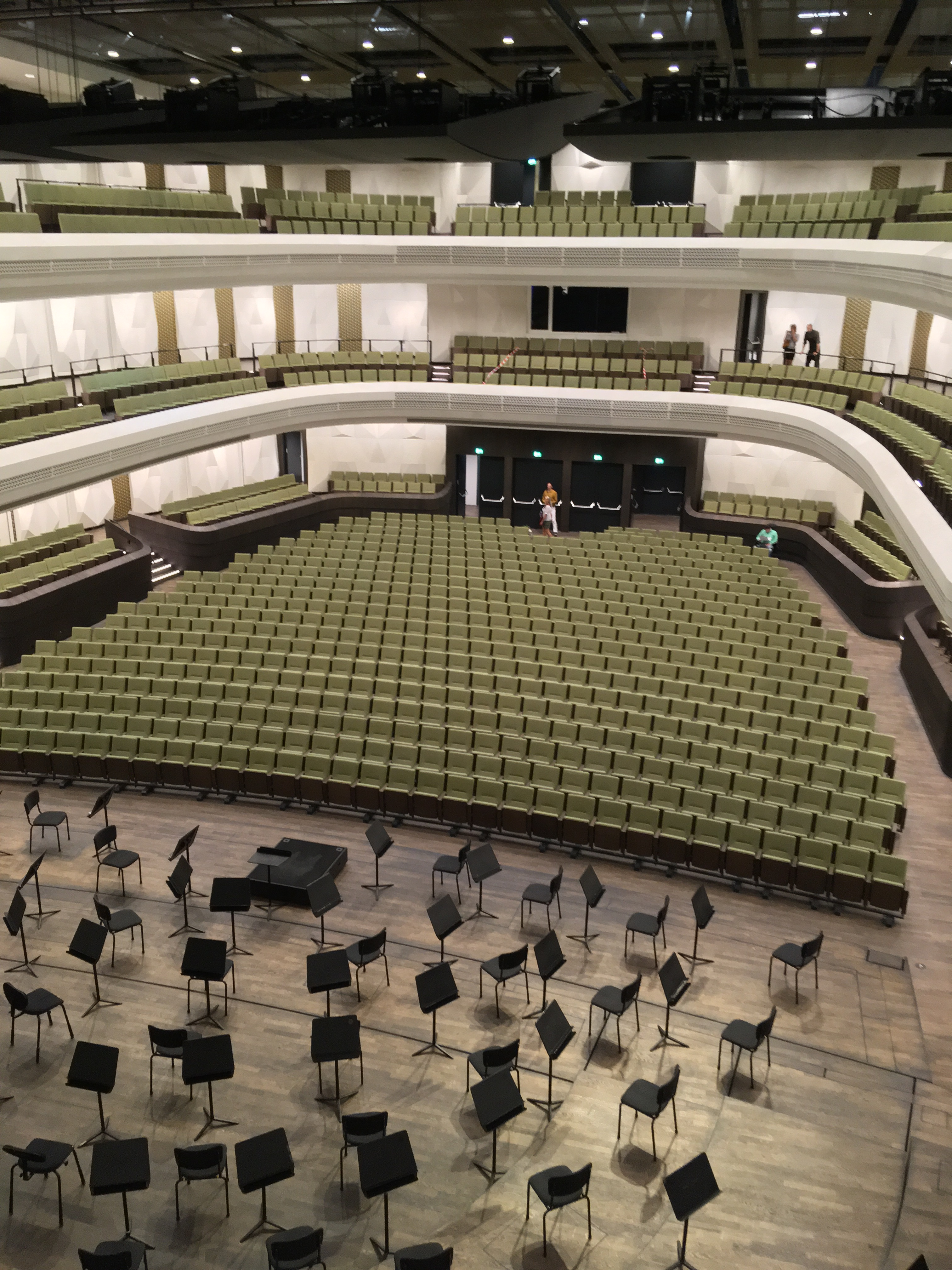
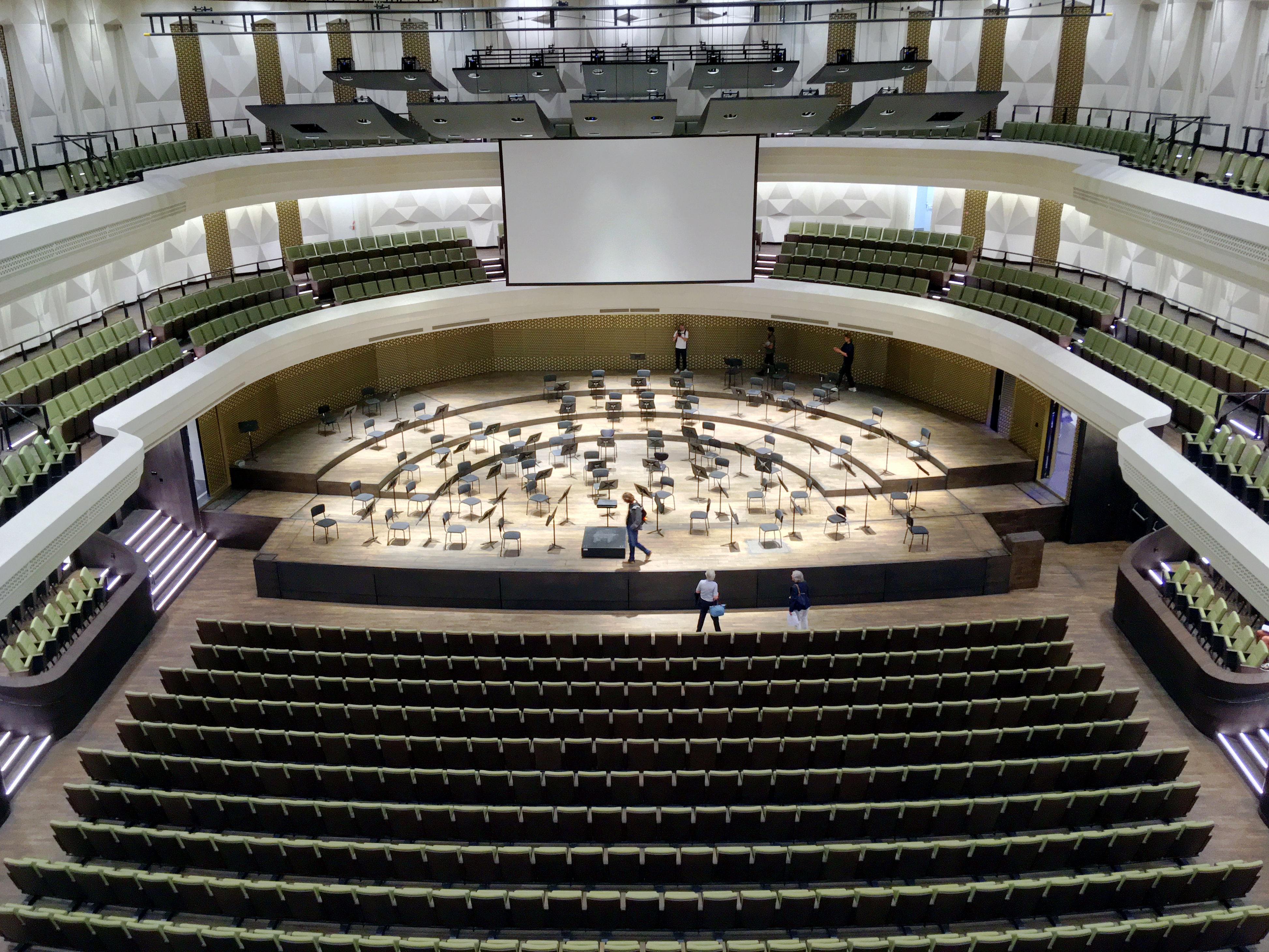
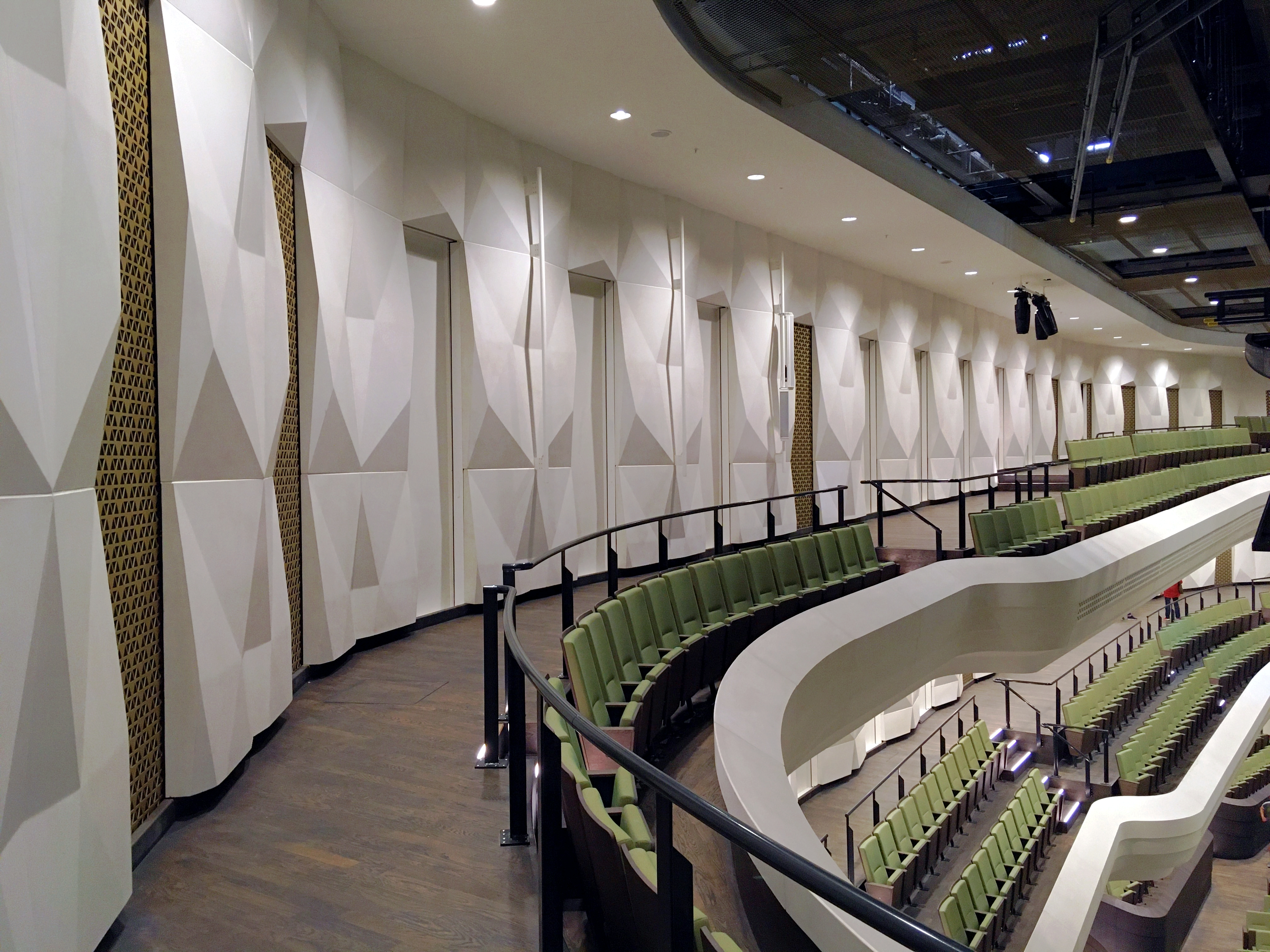
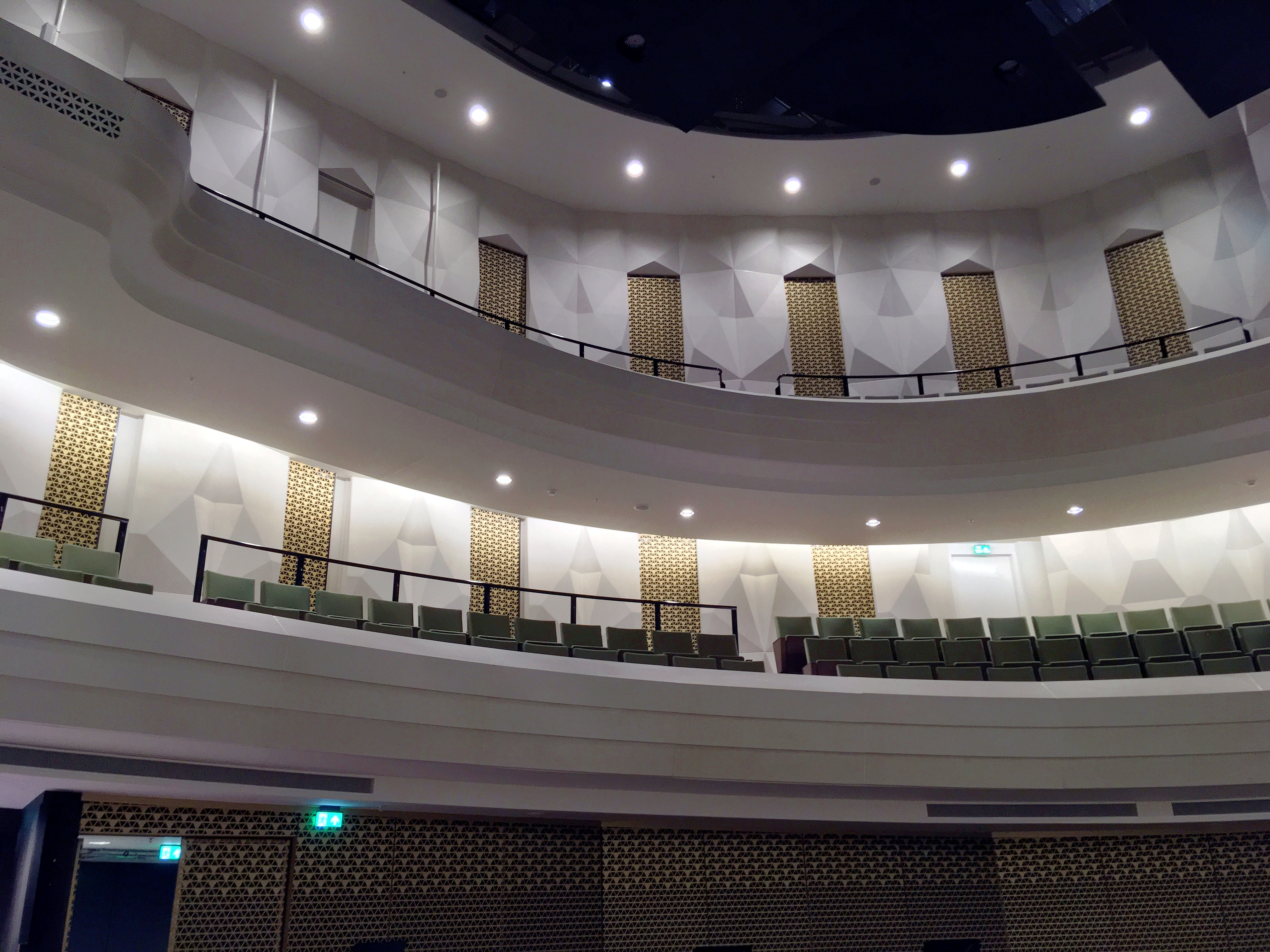
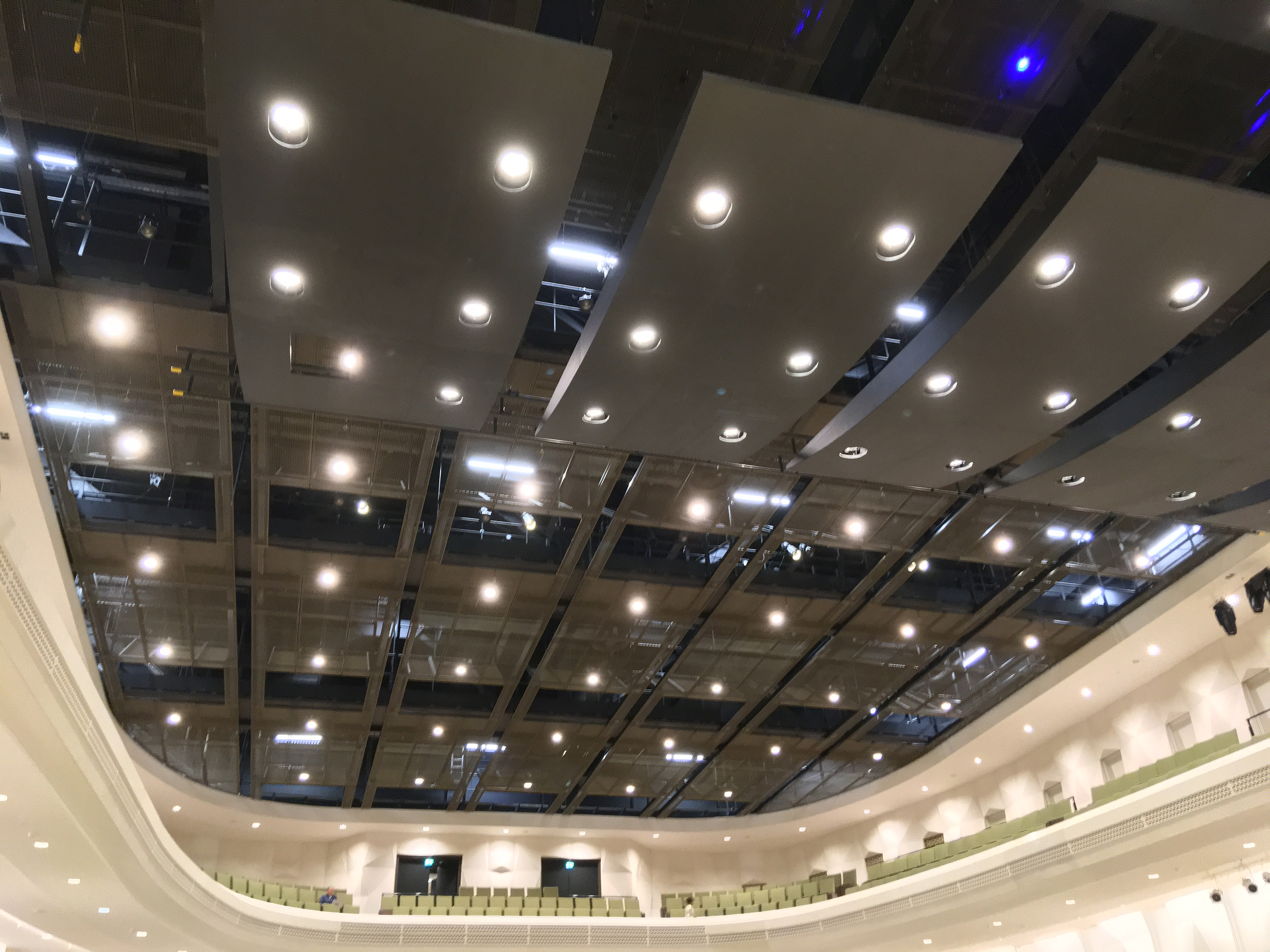
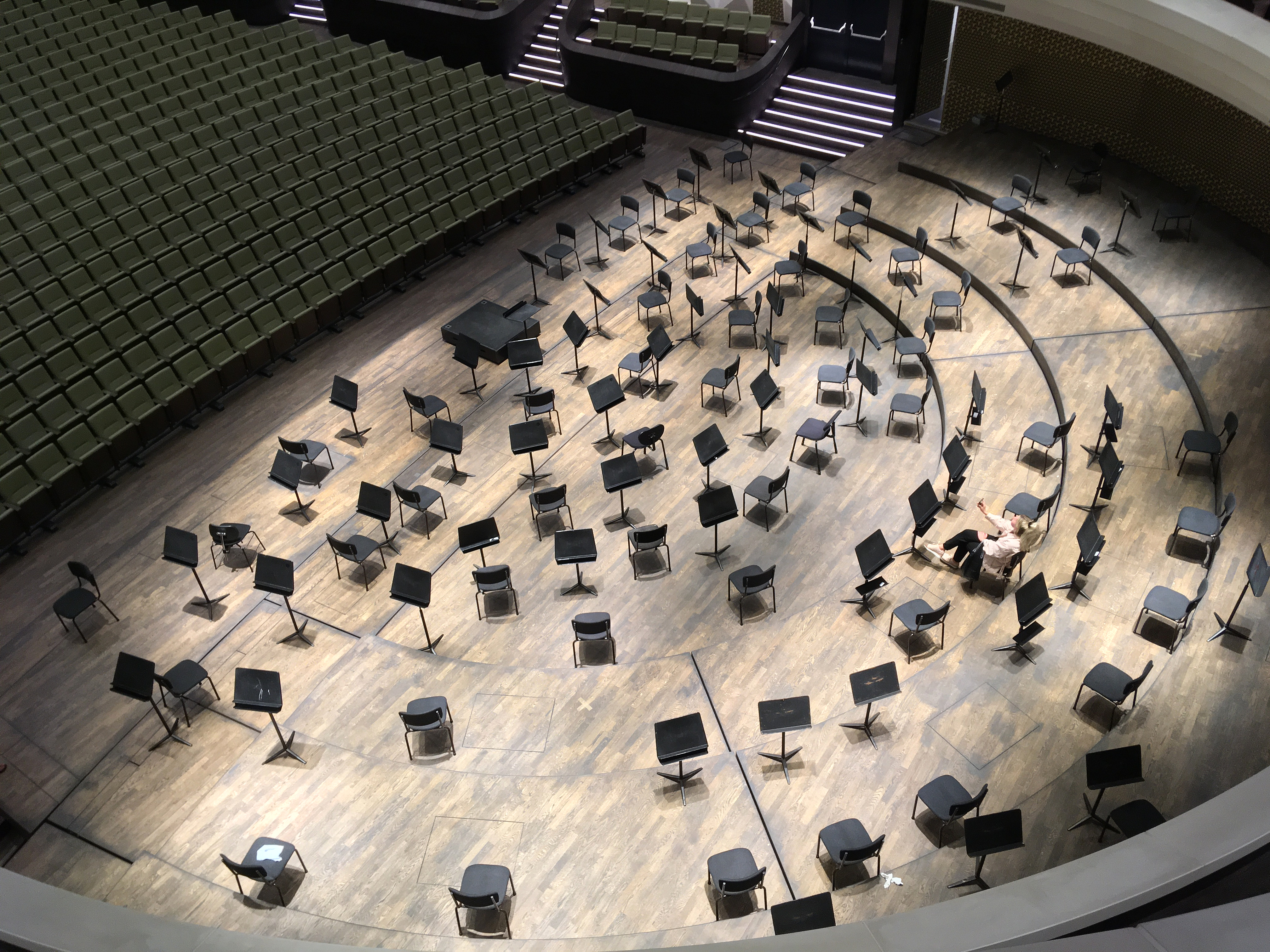
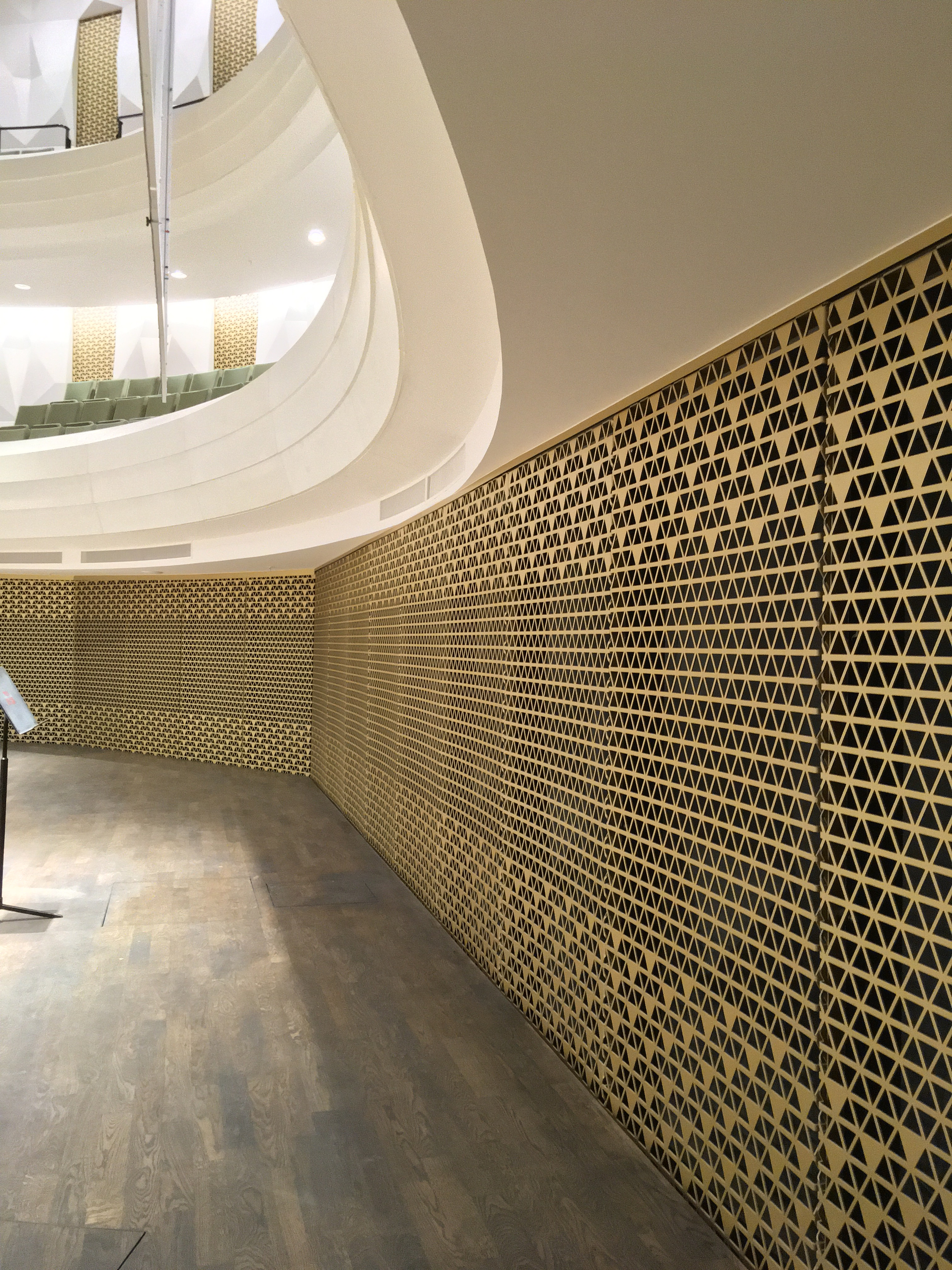

### Theaterzaal

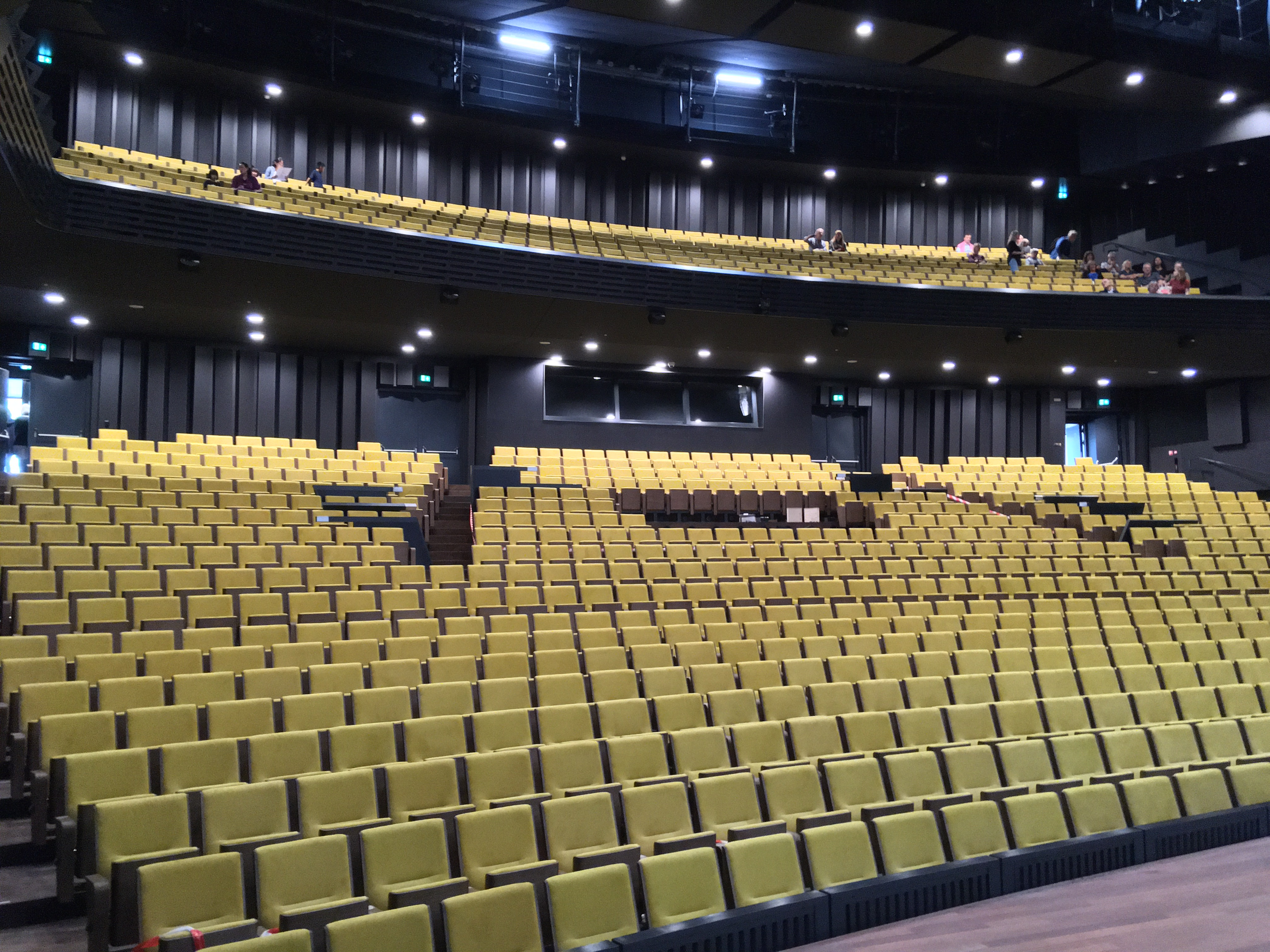
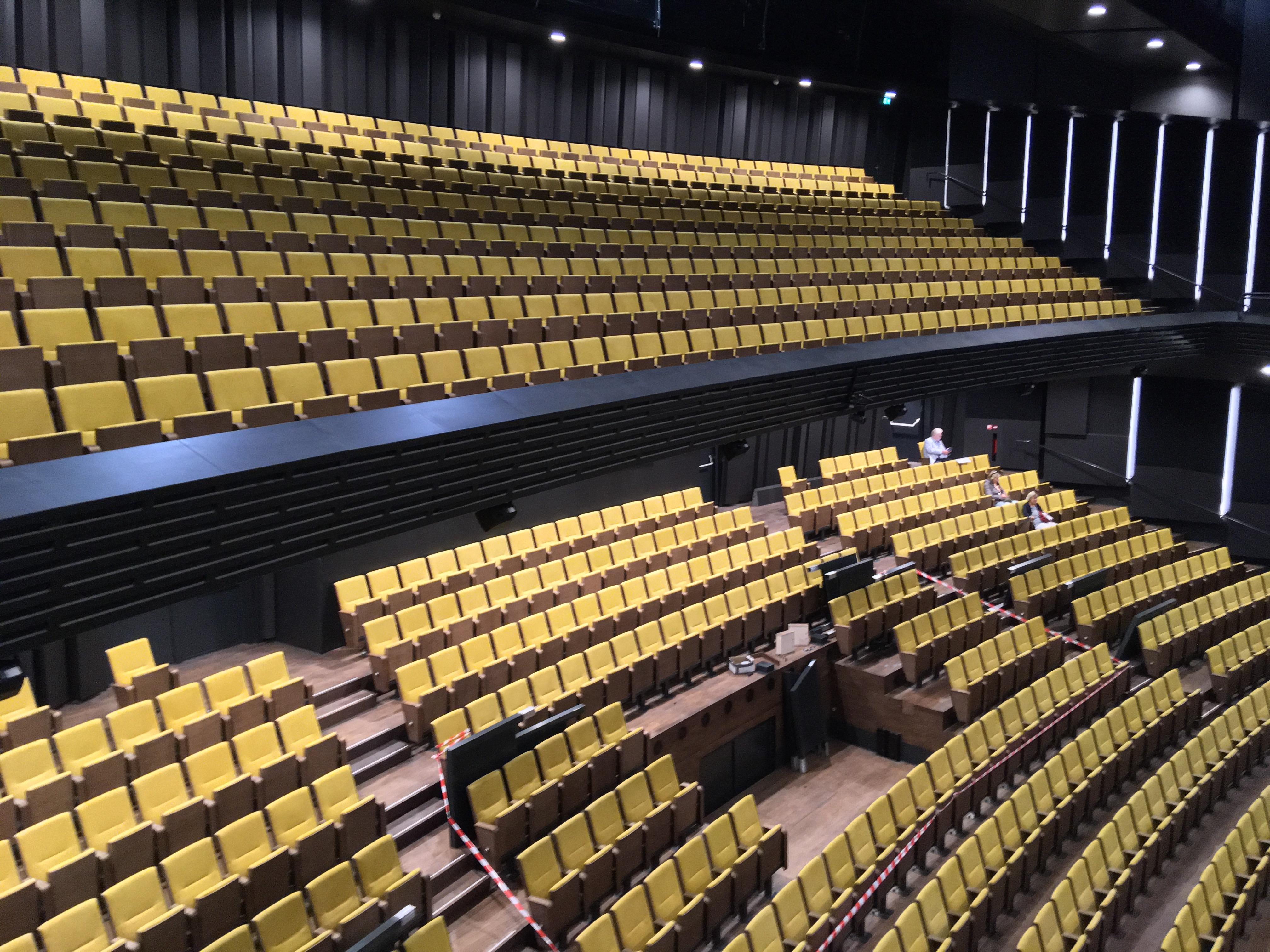
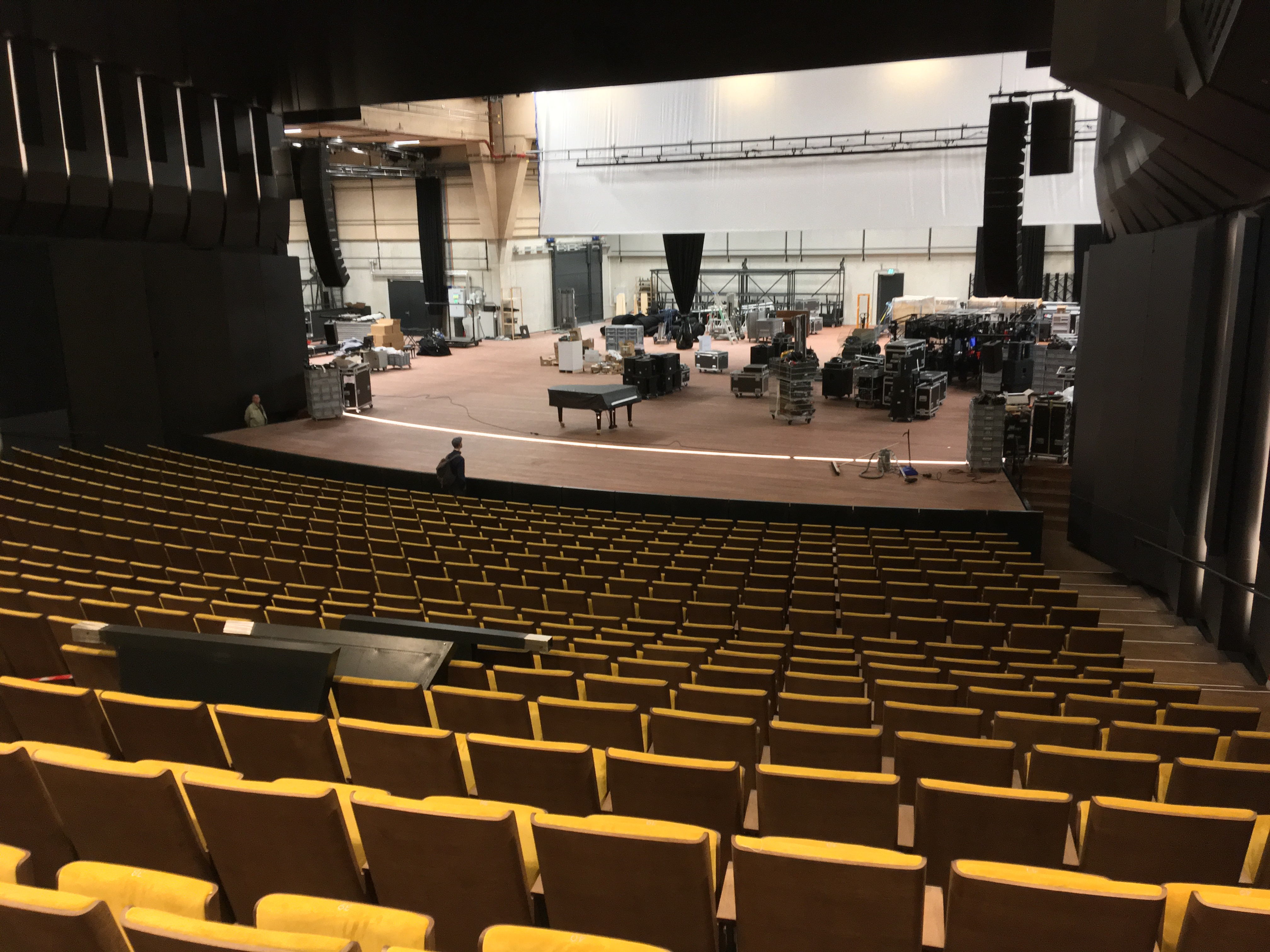
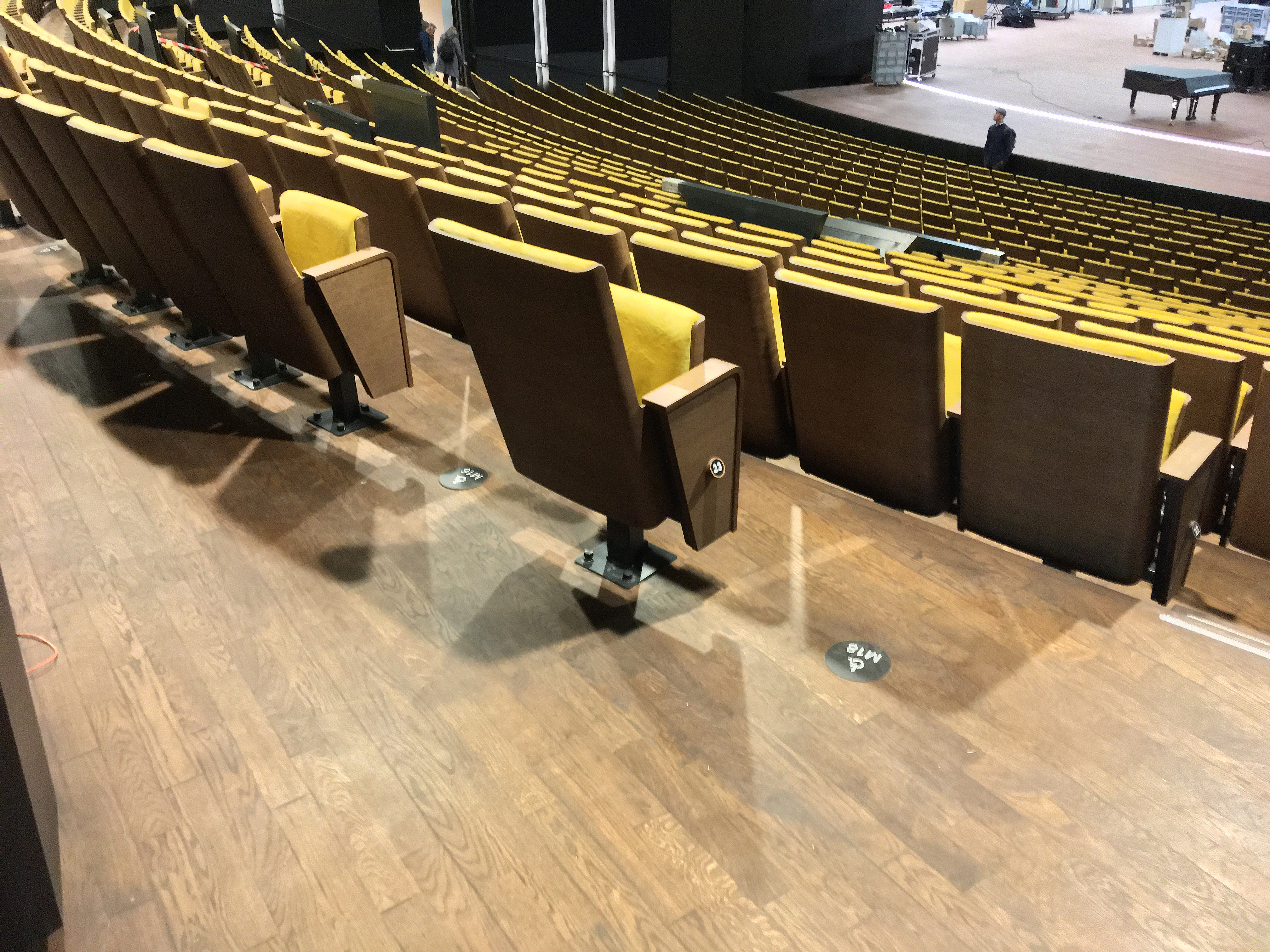
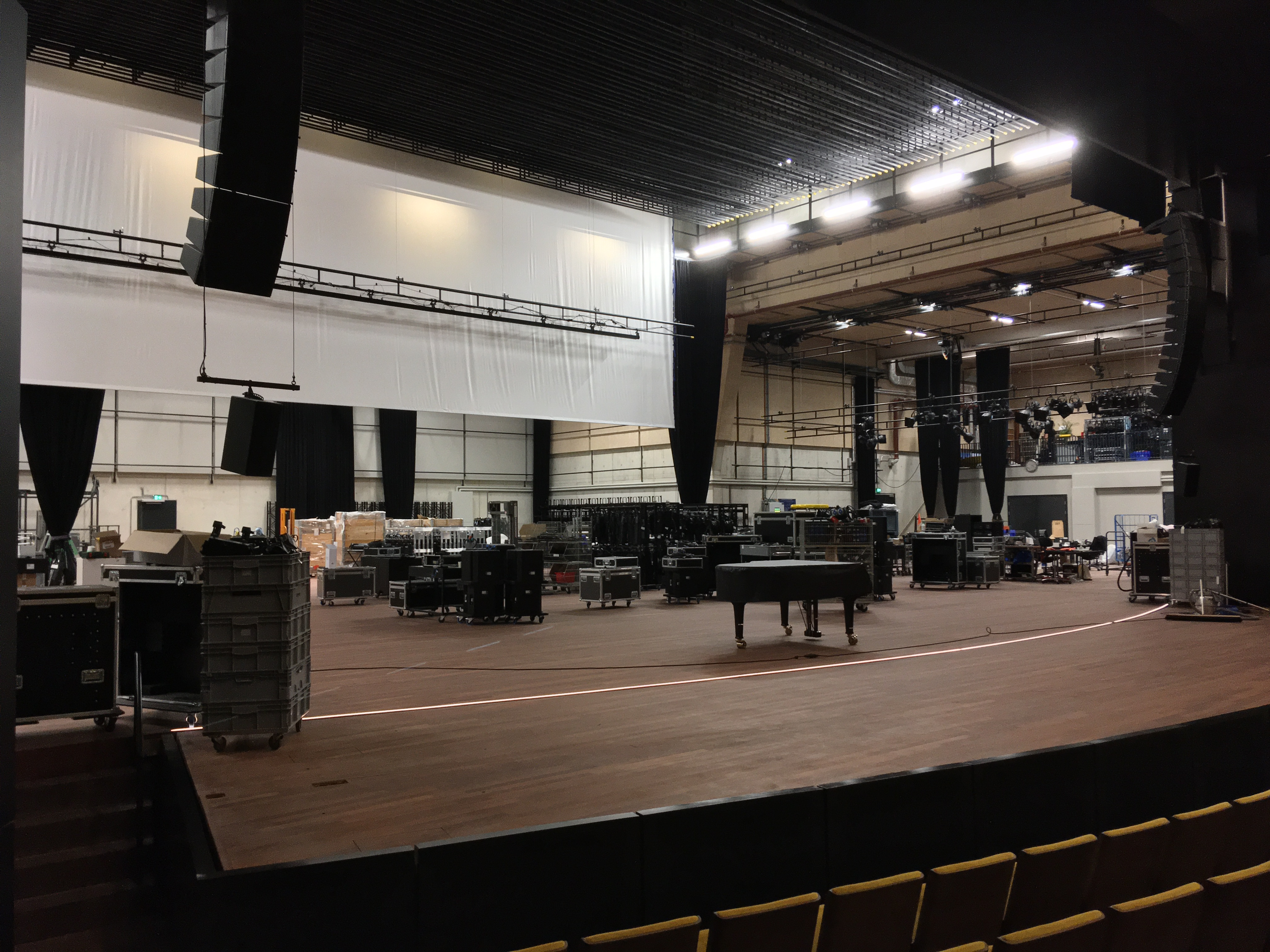
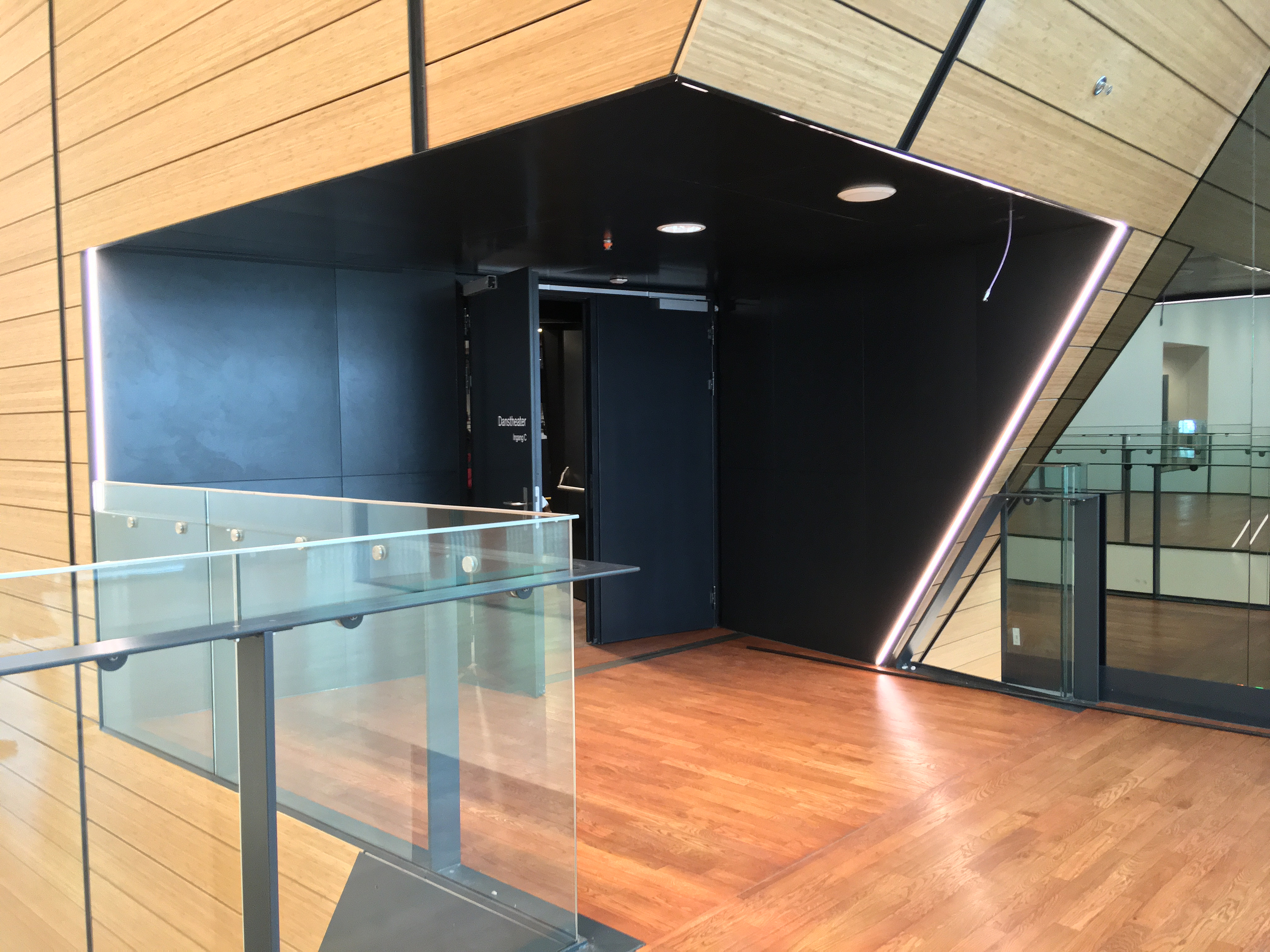

## Tijdelijke behuizing
Voor podiumkunsten werd in 2014 het Zuiderstrandtheater geopend als tijdelijke behuizing gedurende de bouw van Amare. Het stond op het voormalige Norfolkterrein in het Scheveningse havengebied. Eind juni 2021 vond het laatste evenement plaats.